# Elten

Lage von Elten in Emmerich am Rhein

Elten ist ein Stadtteil der Stadt Emmerich am Rhein im Kreis Kleve in Nordrhein-Westfalen. Es hat eine Fläche von rund 9 km² und 4.709 Einwohner (Stand Februar 2023), von denen eine nicht unbedeutende Minderheit Niederländer sind. Es liegt am Niederrhein in unmittelbarer Nähe zu den Niederlanden an der Autobahn A 3 vom Ruhrgebiet nach Arnheim. Hier beginnt auch die B 8, die 800 Kilometer durch Deutschland bis Passau an die österreichische Grenze führt.

## Geschichte

### Erste urkundliche Erwähnungen
Im Jahr 884 wurde das Hamaland in eine nördliche und eine südliche Grafschaft geteilt. Zur südlichen Grafschaft gehörten die Kastelle Hauberg, Eltenberg sowie der Ort Elten. Auf dem Eltenberg war eine Grafenburg erbaut worden, in der Graf Wichmann residierte. Die Grafenburg muss von ansehnlicher Größe und Ausstattung gewesen sein, denn im Jahr 944 besuchte dort König Otto I. mit seinem Gefolge seine Verwandten. Als Graf für das südliche Hamaland ernannte Otto I. den Grafen Wichmann von Hamaland, der im Jahr 967 auf dem Eltenberg das adelige Damenstift gründete, aus dem sich das Stift Elten als reichsunmittelbares Territorium entwickelte.
Da der Ort in frühmittelalterlichen Urkunden „Alten“ genannt wurde, nahm der Historiker Anton Fahne an, dass sein Name anscheinend von dem lateinischen Wort altum (‚hoch‘) herzuleiten sei.

### Entwicklung vom Mittelalter bis 1800
Die erste Kirche in Niederelten war wahrscheinlich ein riedgedeckter Holzbau. Als in der ersten Hälfte des 11. Jahrhunderts statt des bisherigen Holzbaues ein Steinbau geplant wurde, löste Bischof Bernulph von Utrecht die Eltener St.-Martinus-Kirche von der Zugehörigkeit zum Stift und unterstellte sie der St.-Aldegundis-Kirche in Emmerich. Zur Förderung des Kirchbaues bestimmte Graf Herrmann von Zutphen zwischen 1051 und 1054, dass die Einkünfte der Kirche von Zevenaar an Zins und Getreide solange der Kirche zu Niederelten zufließen sollten, bis diese erbaut sei. Bereits zu dieser Zeit spielte der kleine Ort Elten im Handel und Verkehr am Niederrhein schon eine beachtliche Rolle. Der alljährliche örtliche Vitusmarkt wurde bald weit und breit berühmt.
Mit dem Aufblühen des Damenstifts wuchs auch der Ort. Handwerker siedelten sich in größerer Zahl an, und mehr denn je nahmen Kaufleute ihren Weg über Elten. Denn Elten lag an der alten Handelsstraße von Köln nach Amsterdam, die damals östlich an Elten vorbeiführte.
Mitte des 12. Jahrhunderts war aus der kleinen Siedlung am Vitusstift und um den Hof Heltnon (der wahrscheinliche Ursprung für den heutigen Namen Elten) ein größerer Ort geworden, der 1142 in dem Privileg (des Kölner Erzbischofs) für sieben Orte, nämlich Wesel, Xanten, Rees, Emmerich, Doetinchem, Elten genannt wurde, und seiner Bedeutung nach später zwischen Rees und Emmerich stand. Elten wurde in der Urkunde in Bezug auf Handel, Verkehr und Zollfreiheit den anderen Orten gleichgestellt, erhielt jedoch nie Stadtrechte. Die jeweilige Äbtissin des Stiftes war „Stadtherrin“; sie hatte das Markt- und Gerichtsrecht. Die Bürger von Niederelten wählten zwei „Polizeischöffen“, die den zu jener Zeit üblichen Namen „Burmeister“ (Bürgermeister) führten, und zwar einen ersten und zweiten Bürgermeister. Da aber damals die Bürgermeister weder lesen noch schreiben konnten, besorgte der stiftische Richter die schriftlichen Geschäfte. Außer diesen beiden Bürgermeistern wählte die Bevölkerung einen Bürgermeistereirat, den man „Magistrat“ nannte. Niederelten verfügte später über eine eigene Polizei, eine eigene Zivilgerichtsbarkeit und hatte sogar einen Richtplatz. Dort war ein Galgen auf einer kleinen Anhöhe in dem östlich von Elten sich erstreckenden Waldgebiet, heute als „Galgenberg“ bezeichnet.
1412 bestand in Elten bereits eine öffentliche Volksschule, deren Lehrer von der Äbtissin angestellt und besoldet wurde. Der Lehrer, der gleichzeitig das Küsteramt an der St.-Martinus-Kirche versah, bezog jedoch kein festes Gehalt; seine Besoldung erfolgte teils in Geld, teils in Naturalien. Außerdem erhielt er für sein Küsteramt noch ein geringes Entgelt. Weil die Bezüge des Lehrers nicht ausreichten, um auch nur ein kümmerliches Leben zu führen, war er auf „milde Gaben“, die ihm die Kinder brachten, angewiesen. Zu Beginn des 15. Jahrhunderts hatte Elten eine Einwohnerzahl von 5000. 32 Bierbrauereien im Abteigebiet versandten ihr Bier nach Schweden und Norwegen. Der Name „Oppenhof“ für das Gebiet entlang der heutigen Bundesstraße nach Emmerich vom Ortsausgang bis zum Eisenbahnübergang entstand aus dem alten Namen „Hopenhof“, d. h. Hopfenhof, und zeugt noch heute von den großen Hopfenfeldern, die dort in früheren Jahrhunderten den Hopfen für das von den Skandinaviern geschätzte Eltener Bier lieferten. Doch das Eltener Bier schien bei der Eltener Bevölkerung weniger beliebt gewesen zu sein, denn Elten führte auch Bier von auswärts ein.
Die Blütezeit Eltens, in der die Gemeinde vor allem durch das reichsunmittelbare Damenstift und den Vitusmarkt Bedeutung am Niederrhein hatte, wirkt in der heutigen Bürgerschaft nach: Die Eltener sind selbstbewusst, stolz auf ihren Ort und sehr darauf bedacht, dass der heutige Ortsteil der Stadt Emmerich in den Gremien der Stadt Beachtung findet.
Im Jahr 1719 vernichtete ein großer Brand, dessen Ursache nicht überliefert ist, weite Teile Eltens. Die Bevölkerung scheint sich davon jedoch schnell wieder erholt zu haben, denn bereits um 1722, also wenige Jahre nach dem Brand, erhielt die Klosterstraße ein Steinpflaster.

### Ende der Selbstständigkeit des Reichsstifts
Trotz fast ständigen Streites mit der weltlichen Macht, insbesondere dann, wenn es um die Investitur der Äbtissin ging, behielt das Stift auf dem Eltenberg seine Aufgaben als Versorgungsinstitut für adlige Damen bis zum 6. Juni 1802. Mit diesem Tag nahm König Friedrich Wilhelm III. von Preußen – im Vorgriff auf den Reichsdeputationshauptschluss – Stift und Abtei Elten als Entschädigung für die mit dem Friedensschluss von Lunéville an Frankreich gefallenen linksrheinischen Gebiete in preußischen Besitz. Hierdurch wurde es auch erstmals möglich, dass evangelische Bürger in Elten ihren Wohnsitz nehmen konnten, da bis dahin jedem Protestanten die Niederlassung in Elten untersagt war.
Mit der Säkularisation verlor das Stift Elten seine Reichsunmittelbarkeit. Kurz bevor durch ein französisch-preußisches Abkommen Franzosen Herren über Elten wurden, wurden dem Ort am 15. Februar 1806 durch den preußischen Staatsminister Graf von Schulenburg alle besonderen Rechte, die Elten jahrhundertelang unter der Regierung der Äbtissin gehabt hatte, abgesprochen. Die Bezeichnung „Magistrat“ für den Bürgerausschuss war nur noch ein Titel. Elten wurde dem Emmericher Landrat von Sonsfeld und dem Landgericht Emmerich unterstellt. Die Kriminalgerichtsbarkeit wurde dem märkischen Kriminalgericht zu Wesel übertragen. Elten mit Lobith und Wehl gehörten infolge des Vertrags mit den Franzosen zum Großherzogtum Berg, das Mitte 1806 als rechtsrheinischer Modellstaat neu gebildet wurde. Innerhalb dieses Landes wurde Elten dem 1808 formierten Kanton Emmerich im Arrondissement Essen zugeordnet.
Im Zuge der Bildung des Großherzogtums Berg im Sommer 1806 ernannte Napoleon Bonaparte seinen Schwager Joachim Murat zu dessen Großherzog. Als solcher wurde dieser auch Landesherr über Elten. Nachdem Murat zum König von Neapel befördert worden war, wurde 1809 Napoleons minderjähriger Neffe Napoléon Louis Bonaparte neuer Großherzog und Landesherr Eltens. 1811 trat das Großherzogtum Berg verschiedene rechtsrheinische Gebiete nördlich der Lippe an das Erste Kaiserreich ab, auch das Gebiet Eltens, das innerhalb des Großherzogtums zum Département Rhein gehört hatte. Am 18. März 1811 verfügte Napoleon die vollständige Aufhebung des Stiftes und der Abtei auf dem Eltenberg und setzte damit den Schlussstrich unter eine Epoche von achteinhalb Jahrhunderten, die für das Land um den Eltenberg von großer Bedeutung war. Der reiche Landbesitz der Abtei wurde französisches Staatseigentum. Die Messgewänder und Kirchengeräte und damit auch der sogenannte Kirchenschatz, der heute mit seinen Resten in der St.-Martini-Kirche in Emmerich ausgestellt ist, wurden teils der Pfarrkirche in Elten, teils den Kirchen der Grafschaft Bentheim geschenkt. Die Pfarrei Hochelten wurde der Pfarrei Niederelten unterstellt. Den Stiftsdamen wurde ein Ruhegehalt zugebilligt.
Etwa zwanzig besonders wertvolle Stücke vom ursprünglichen Reliquienschatz der Abteikirche St. Vitus wurden Anfang des 20. Jahrhunderts mit finanzieller Unterstützung des preußischen Regierung der Rheinprovinz restauriert. Der Umfang betraf im Wesentlichen Reliquien-Ostensorien, eine spätgotische Greifklaue, eine Muschelreliquie, ein arabisches Kristallfläschchen in Form eines Fisches, eine Silberfigur des hlg. Michael, ein Ziborium mit Silbergruppen auf Emailgrund und diverse Pektoralien. Der schlechte Zustand dieser Teile war durch mangelnde Pflege nach der Auflösung des Stiftes entstanden. Im Jahr 1900 wurde die Restaurierung für diesen Schatz beschlossen, um sie auf der Kunstausstellung 1902 in Düsseldorf auszustellen. Die Arbeiten wurde vom Goldschmied Paul Bremmers aus Düsseldorf ausgeführt. Sie umfassten die Ausbeulung einzelner Stücke, der Ersatz fehlender Nieten, die Befestigung loser Teile durch Löten und der Austausch von unsachgemäßen Zinnlötungen durch Silberlot. Der Gesamtaufwand für diese Arbeiten betrug etwa 500 Mark. 321 Mark davon wurden aus einem Fonds bezahlt, der für die Kunstausstellung in Düsseldorf bewilligt worden war.

### Napoleon I. in Elten
Nicht lange jedoch sollte die französische Herrschaft über Elten dauern. Da der Feldzug Napoleons gegen Russland 1812 mit einer vernichtenden Niederlage für die Franzosen endete, verließ Napoleon sein Heer und floh in Eilmärschen gen Westen in Richtung Frankreich. Sein Fluchtweg führte auch über Elten. Dort traf Napoleon mit dem Volontär der Eltener Stadtverwaltung, Andreas Jansen, zusammen, der perfekt Französisch sprach, weil seine Mutter eine Französin war. Man erzählt, Napoleon habe sich in Elten im heutigen Haus Het oude Posthuis aufgehalten. Nach der Völkerschlacht bei Leipzig im Oktober 1813 brach die Macht Napoleons über Deutschland zusammen. Die Nordarmee der Alliierten folgte den französischen Truppen, die nach Westen flohen. Am 30. November 1813 vertrieben preußische Truppen die Franzosen aus Elten. Am 5. April 1815 wurde die Vereinigung der im Rheinland an Frankreich abgetretenen Gebiete mit Preußen verkündet; so kam auch Elten wieder unter die preußische Herrschaft. Durch die ständigen Kriegswirren, die die Stadt Elten und ihre Bürger seit dem 16. Jahrhundert überzogen hatten, war die Bevölkerung auf unter 1500 Einwohner gesunken.

### Abbruch der Stiftsgebäude
Am Anfang des Jahres 1834 wurden die Stiftsgebäude, nachdem man bis dahin vergeblich nach einer Verwendung für irgendeinen Wohltätigkeitszweck gesucht hatte, vom preußischen Staat auf Abbruch versteigert. Bis auf die Kirche, den Drususbrunnen und zwei ehemalige Äbtissinnenwohnungen fielen die Bauten der Spitzhacke zum Opfer. Die ehemaligen Häuser der Äbtissinnen und Stiftsdamen sowie der größte Teil des Grundbesitzes auf dem Eltenberg wurden beim öffentlichen Verkauf von dem Emmericher Propst Goossen als Erweiterung seines Gutes Voorthuysen erworben.

### Infrastruktur im 19. Jahrhundert
1856 wurde Elten mit einem ersten Bahnhof an das Eisenbahnnetz (Hollandstrecke) angeschlossen. Ab 1865 führte auch die Eisenbahnstrecke Zevenaar – Kleve über Elten. Kurz danach wurde das Krankenhaus errichtet. Um 1900 verfügte Elten bereits über ein eigenes Elektrizitätswerk, eine Straßenbeleuchtung und ein Lehrerseminar, das für die Gemeinde große wirtschaftliche Bedeutung hatte.

### Zerstörung im Zweiten Weltkrieg
Durch die Kriegseinwirkungen im Zweiten Weltkrieg waren auf dem Eltenberg die St.-Vitus-Kirche bis auf den halben Kirchturm, das Friedenskreuz, die Gaststätte Hox, das katholische Pastorat und das Kurhaus völlig zerstört, das Haus der Jesuitenpatres hatte stark gelitten. Alle Wohnhäuser auf dem Eltenberg waren unbewohnbar.
Der Wald auf dem Eltenberg war größtenteils vernichtet, die Bäume im oberen Teil der Lindenallee hatten so stark gelitten, dass sie 1953 gefällt und neue gepflanzt werden mussten. In Niederelten hatten die meisten Gebäude durch den Artilleriebeschuss Schäden davongetragen, der Chor der St.-Martinus-Kirche war zerstört, das Kolpinghaus und die Krautfabrik waren nur noch Ruinen. Rund 3600 Menschen bevölkerten Elten.

### Niederländische Verwaltung von 1949 bis 1963
Elten liegt in einem Gebiet, das von jeher in drei Richtungen von den Niederlanden umgeben ist. Dieses Gebiet wurde – wie ca. 20 weitere deutsche Gemeinden unterschiedlicher Größe – am 23. April 1949 (Niederländische Annexionspläne nach dem Zweiten Weltkrieg) auf Initiative der Niederlande mit Genehmigung der britischen Besatzungsverwaltung dem niederländischen Hoheitsgebiet zugeschlagen, während man unterdessen eine definitive Friedensregelung mit dem besiegten Deutschen Reich abwartete. Die Gemeinde bildete ein niederländisches Drostambt.
Die Bürger Eltens protestierten zunächst gegen die Annexion durch die Niederlande, es kam dann jedoch zu einer sehr positiven wirtschaftlichen Entwicklung. Elten und der Eltenberg, der einen weiten Blick in beide Länder ermöglicht, wurden zu einem beliebten Ausflugsziel für Niederländer. Der Ort profitierte auch durch diverse Maßnahmen der niederländischen öffentlichen Hand. Es kam so weit, dass Eigenheimbauer sowohl aus den Niederlanden als auch aus Deutschland Förderung erhielten.
Insgesamt betraf diese Annexion Gebiete von ca. 70 km², in denen ungefähr 10.000 Menschen lebten, davon etwa 3600 in Elten. Aufgrund des Hollandvertrages (niederländisch: Algemeen Verdrag), der 1960 zwischen der Bundesrepublik Deutschland und den Niederlanden geschlossen wurde, wurden 1963 die meisten Gebiete der Bundesrepublik Deutschland gegen Zahlung von 280 Millionen DM zurückgegeben.
Die Rückgliederung am 1. August 1963 nutzten findige Geschäftsleute zu einem Coup, der als „Eltener Butternacht“ bekannt wurde: Aus allen Teilen der Niederlande fuhren Lastkraftwagen in den Ort, beladen mit zollpflichtigen Waren. Um Mitternacht wurden mit Elten auch die rollenden Butterberge bundesdeutsch, ohne dass Zoll auf die so eingeführten Waren erhoben wurde.

### Eingemeindung
Das Amt Elten umfasste bis 1969 neben der Gemeinde Elten die Gemeinden Borghees, Hüthum und Klein-Netterden. Nach der Auflösung des Amtes war die Gemeinde Elten noch bis 1974 selbstständig. Am 1. Januar 1975 wurde sie nach Emmerich eingemeindet.

## Infrastruktur
Elten verfügt über ein Schulzentrum mit einer Kleinschwimmhalle, einen Sportplatz, Tennisplätze, zwei Kindergärten, das Kolpinghaus/Kulturzentrum, zwei Altenheime (davon ein großes Altenheim mit Altenpflegestätte), vier Ärzte, eine Apotheke, eine Bankfiliale sowie eine Sparkassenfiliale, drei Hotels, mehrere Gaststätten, drei SB-Märkte und einige Einzelhandelsgeschäfte; darüber hinaus findet freitags ein Wochenmarkt auf dem Eltener Marktplatz statt. Dass dies so ist, hängt einerseits mit der Grenzlage zu den Niederlanden zusammen, hat andererseits aber auch mit der Geschichte, dem Wald, dem Autobahnanschluss und mit der Tatsache zu tun, dass Elten ein staatlich anerkannter Erholungsort mit einigen Freizeiteinrichtungen auf dem Eltener Berg ist.

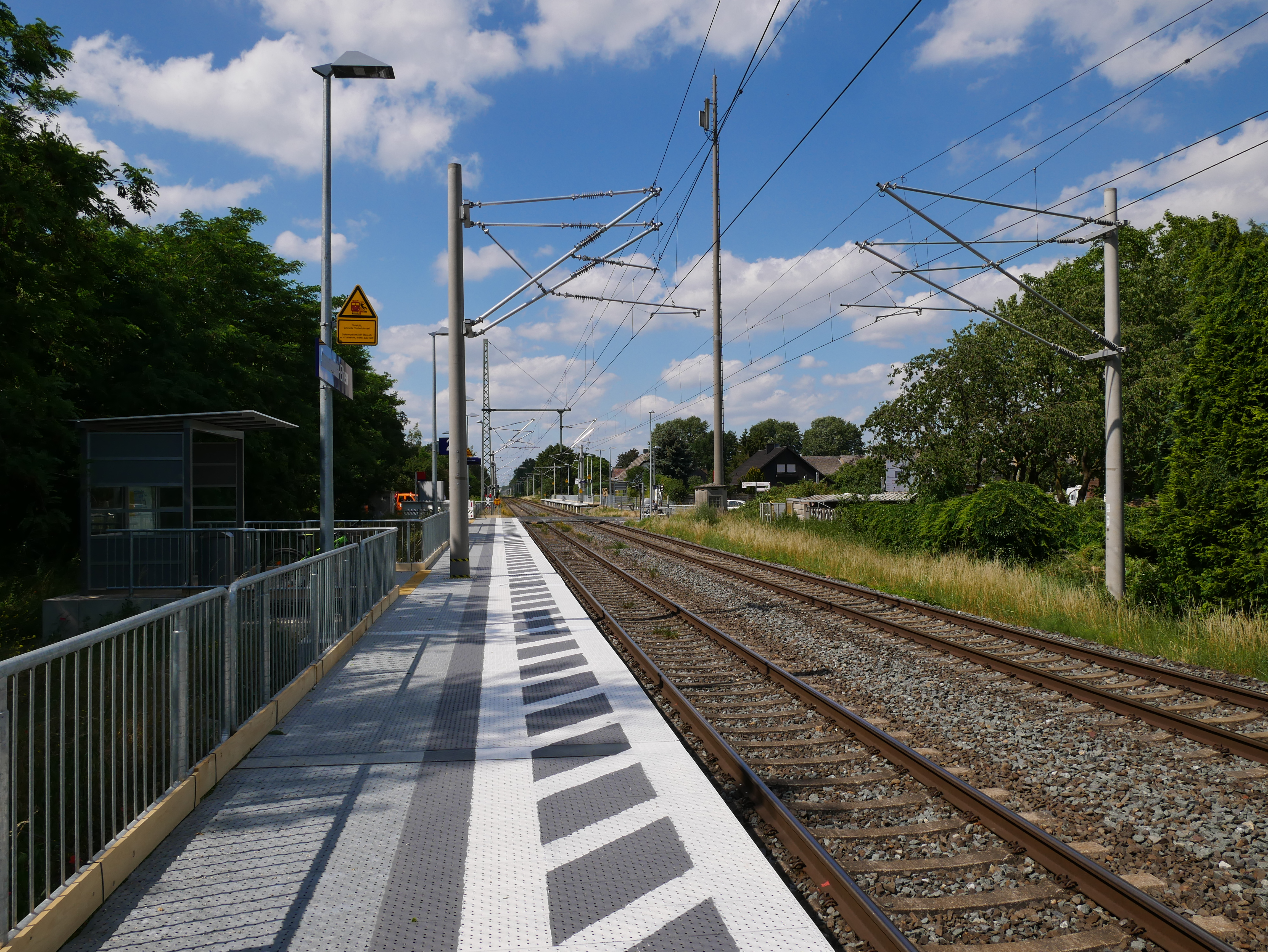
Seit 2019 befindet sich in Elten wieder eine Bahnstation.

Elten liegt an der Bahnstrecke Oberhausen–Arnhem, der hier befindliche Haltepunkt  war zwischen 1965 und Juli 2019 außer Betrieb. Einmal stündlich hält der Rhein-IJssel-Express (RE 19 Düsseldorf–Arnhem) in Elten. Des Weiteren wird Elten durch die Buslinien 94 (Emmerich – Elten) der Niederrheinischen Verkehrsbetriebe und 566 (Spijk – Elten – Zevenaar) von Breng bedient.

## Politik

### Eltener Wappen

Wappen der ehemaligen Gemeinde Elten

Blasonierung: In Rot mit silberner (weißer) Bordüre über einem goldenen (gelben) Dreiberg auf einem durch eine Wellenlinie getrennten blauen Schildfuß ein silberner (weißer) Doppelkopfadler, der in der Rechten ein blaues Schwert mit goldenem (gelben) Griff und in der Linken ein goldenes (gelbes) Lilienzepter hält. Die Gemeinde Elten führte eine seltene Schildform mit beiderseitigen Einschnitten, deren Ecken an je vier Stellen im Schildhaupt und Schildfuß eingerollt sind.
Bedeutung: Der Reichsadler steht für das Reichsstift Elten, das seit dem 10. Jahrhundert bis 1834 auf dem Eltenberg stand. Schwert und Zepter stehen für die eigene Gerichtsbarkeit des Stiftes. Das Rot und die silberne Bordüre sind abgeleitet vom Zingulum (Gürtel), das die Nonnen trugen. Der Dreiberg steht für den Eltenberg und der blaue Schildfuß für „Die Wild“, einem früheren Rheinarm.

## Sehenswürdigkeiten

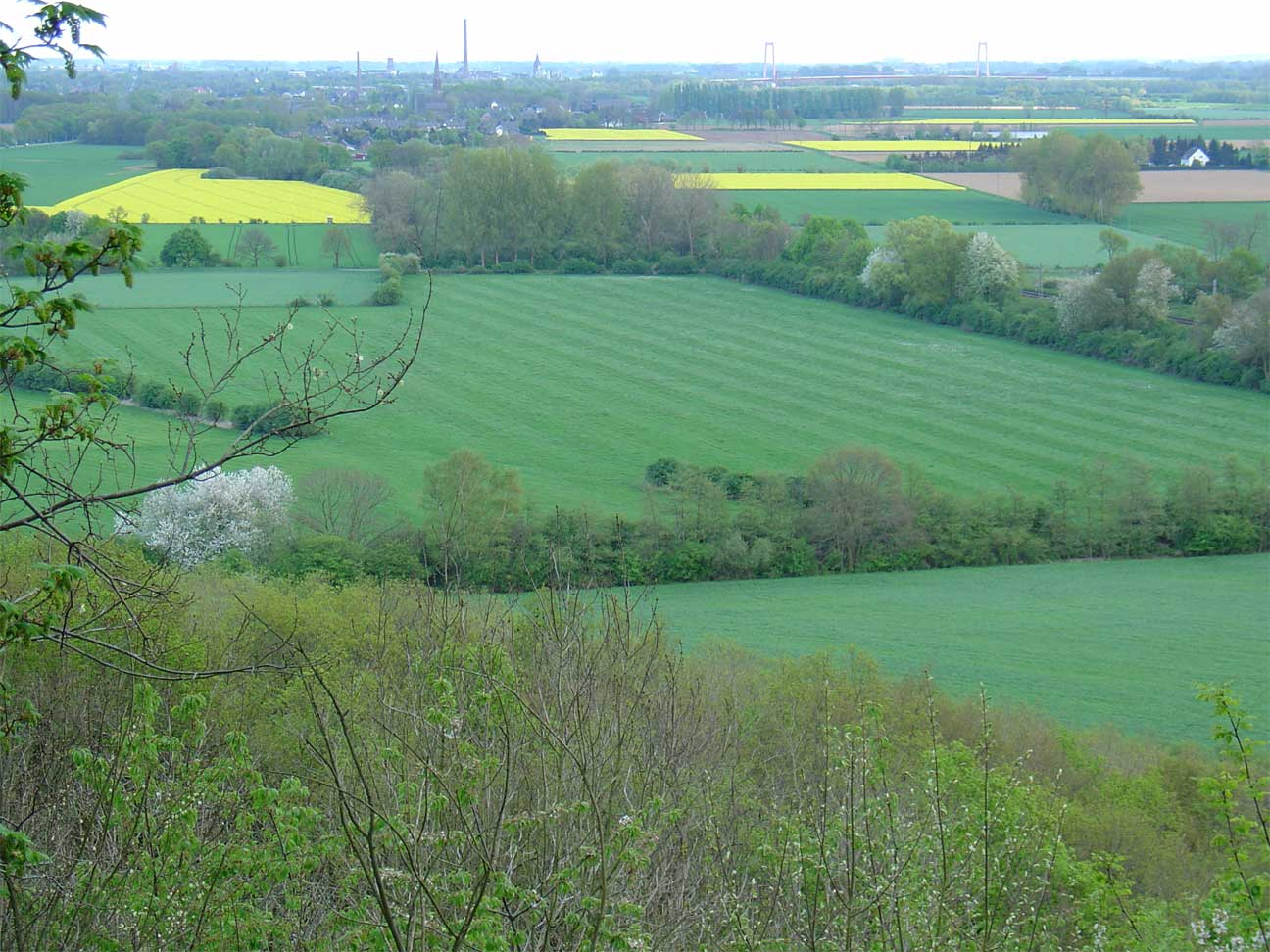
Ausblicke in das Rheintal

In Elten gibt es 33 denkmalgeschützte Objekte, davon sind 29 beschildert. Auf dem Marktplatz befindet sich eine Informationstafel mit Ortsplan und der Bezeichnung eines Denkmalweges.

### Ehemaliges Reichsstift und Kirche St. Vitus in Hochelten

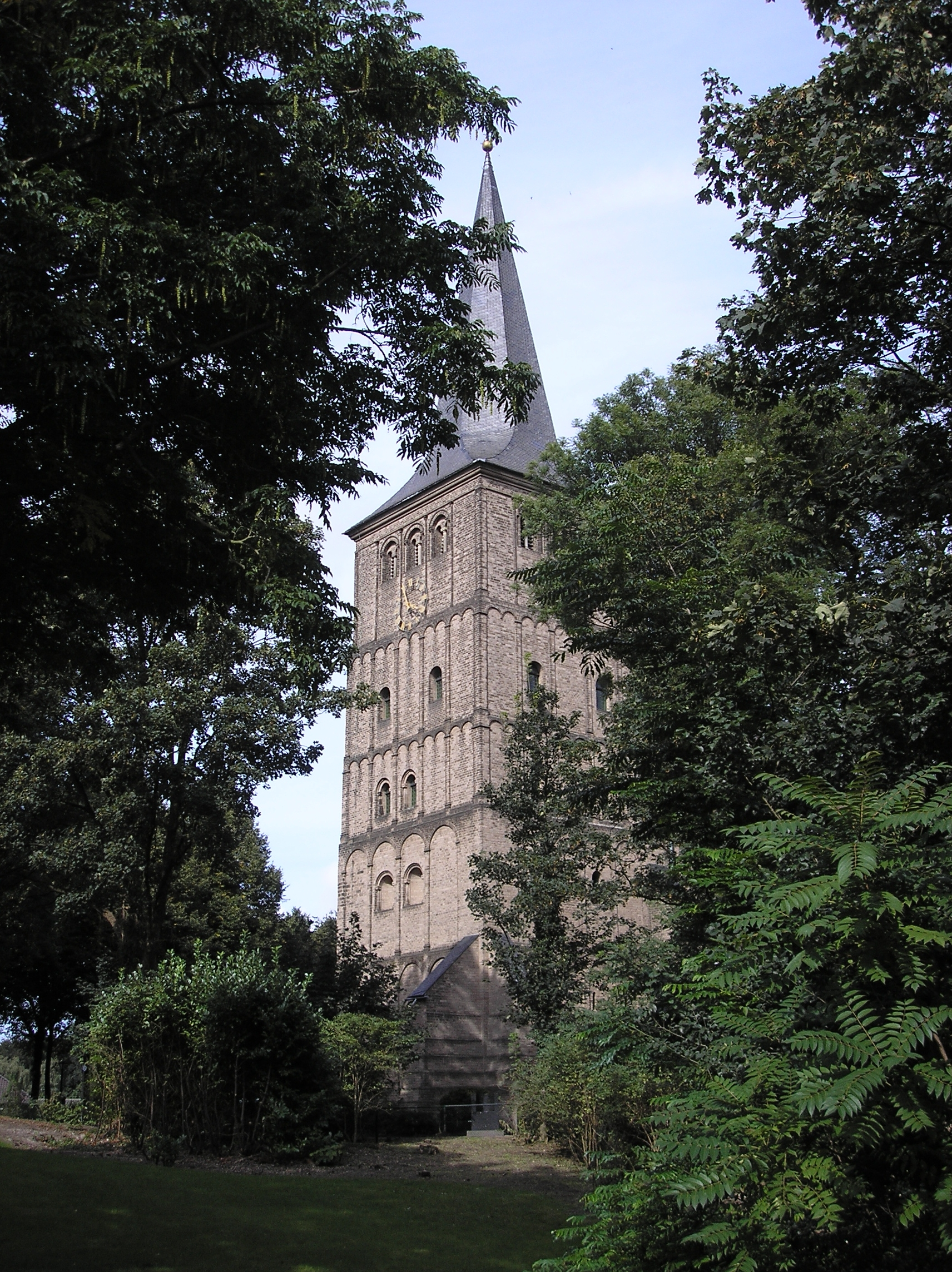
Turm der St.-Vitus-Kirche

Die romanische Kirche ist Mittelpunkt der katholischen Kirchengemeinde Hochelten. 1967 wurde die 1000-Jahr-Feier der Kirche begangen, nachdem sie nach den Kriegszerstörungen in deutsch-niederländischer Zusammenarbeit wiederhergestellt wurde.
Zu Beginn des 20. Jahrhunderts entwickelt sich eine vorne links in der Kirche stehende steinerne Darstellung des Heiligen Machutus mit einem behinderten Kind zu einer Pilgerstätte für Behinderte. Die Skulptur wurde nach Recherchen eines Jesuiten von einem unbekannten Steinmetz aus einer Marienstatue mit Jesuskind umgeformt.
Der Drususbrunnen, ein mittelalterlicher Brunnen, liegt gegenüber dem Freiheitskreuz auf dem Eltenberg. Er ist benannt nach den römischen Feldherrn Drusus. Der Brunnen wurde zur Wasserversorgung des Damenstifts angelegt und diente noch bis 1931 (Eröffnung der Wasserleitung am 1. August 1931) zur Wasserversorgung der Hocheltener Bevölkerung. Der Brunnen ist 57 Meter tief, sein Wasserspiegel liegt 21½ Meter über dem Meeresspiegel.
In Hochelten steht das sogenannte Freiheitskreuz. Es wurde zum hundertjährigen Bestehen des Verschönerungsvereines Elten 1897 e. V. zum dritten Mal wieder aufgerichtet. Das erste Freiheitskreuz stand im Kreuzgang des reichsunmittelbaren Stifts. Wer das Kreuz berührte, unterstellte sich der Gerichtsbarkeit der Fürstäbtissin, die damals milder war als die weltlichen Gerichte.

### St.-Martinus-Kirche in Niederelten

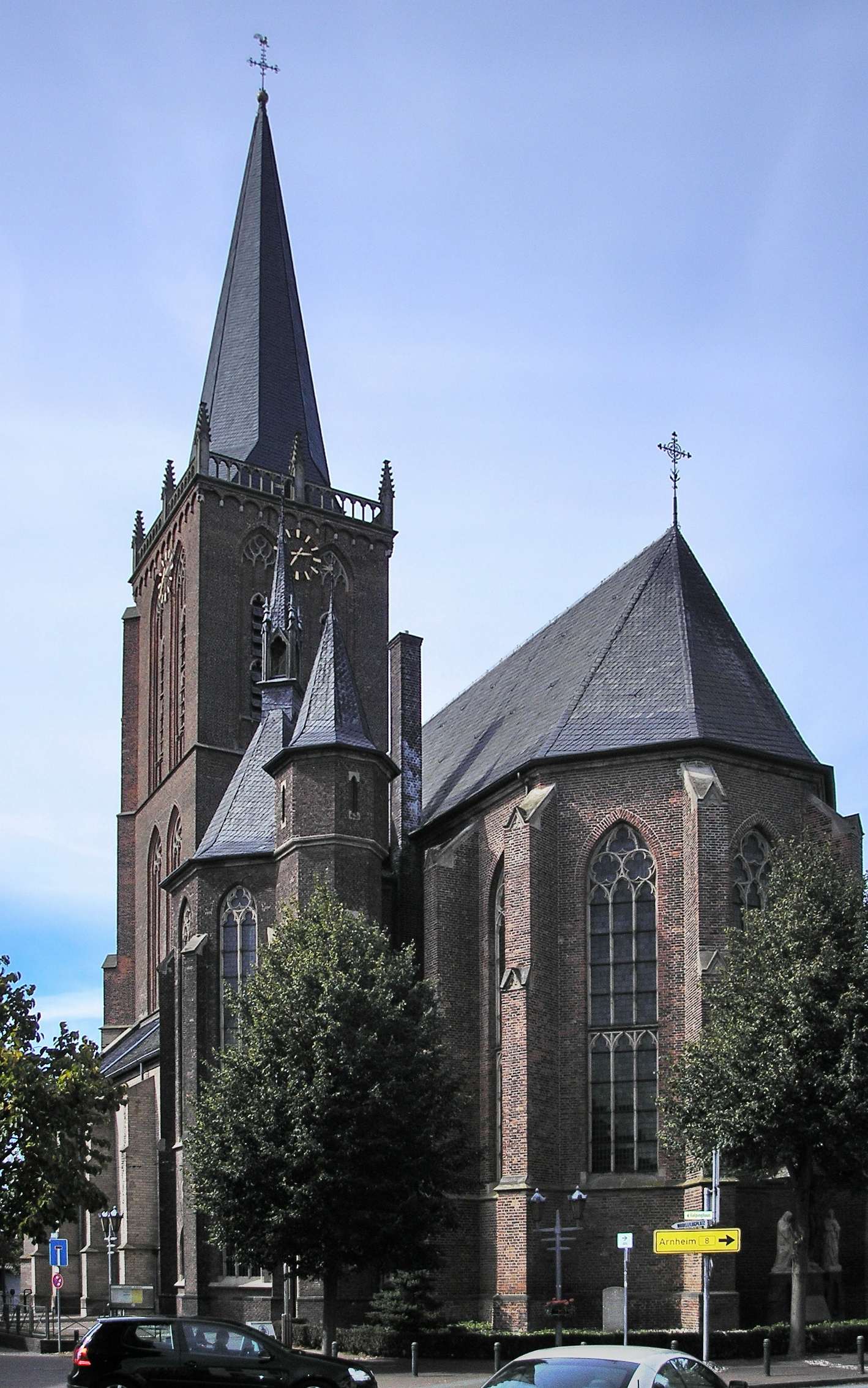
St.-Martinus-Kirche in Niederelten

1313 wurde zum ersten Mal urkundlich erwähnt, dass Niederelten eine selbstständige Pfarrkirche, die St.-Martinus-Kirche, hatte. 1450 trat an die Stelle des romanischen Kirchenbaues ein Neubau im spätgotischen Stil. Warum dieser Neubau erfolgte, ist nicht überliefert. Seit dieser Zeit bis heute tun zwei Glocken immer noch ihren Dienst: Die erste stammt aus dem Jahr 1473. Sie ist der Gottesmutter Maria geweiht. Glockengießer war der namhafte Gerhard van Wou. Der Schlagton ist e', der Durchmesser beträgt 133 cm und die Masse 1600 kg. Die zweite dieser Glocken stammt aus dem Jahr 1512 und ist der heiligen Anna und dem heiligen Vitus geweiht. Sie hat den Schlagton cis', ihr Durchmesser beträgt 149 cm, und sie hat eine Masse von 2000 kg. 1865 wurde die Sakristei an die Kirche angebaut und Anfang des 20. Jahrhunderts der Turm mit der Hausteingalerie mit Eckfialen und einer achtseitigen Schieferpyramide versehen. Seit 1450 prägt diese Kirche das Ortsbild von Elten. In Niederelten ist die St.-Martinus-Kirche das Zentrum der katholischen Kirchengemeinde.

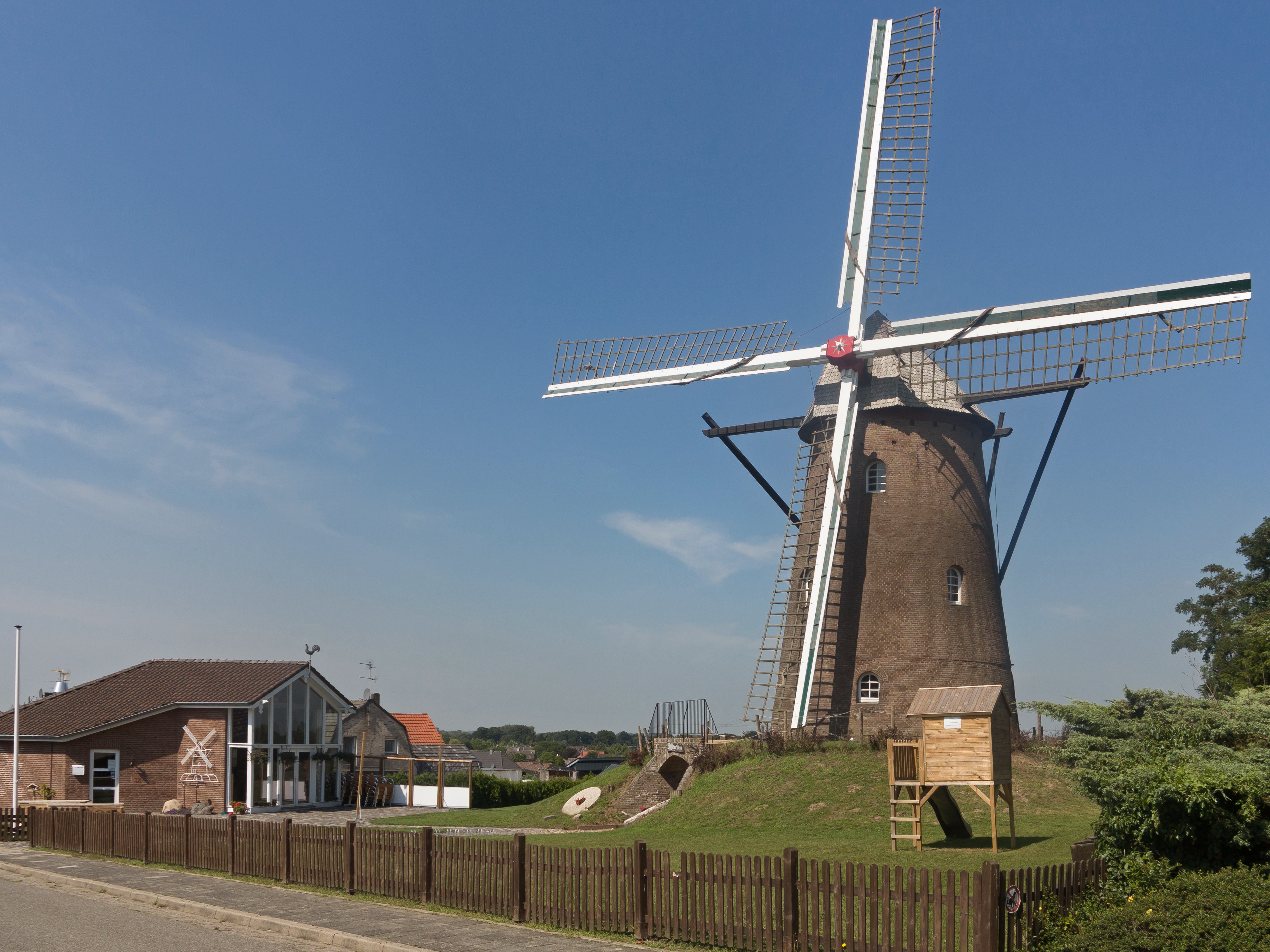
Gerritzens Mühle in Elten

Gerritzens Mühle ist eine 1846 erbaute und in den 1990er Jahren restaurierte Windmühle in Niederelten. Sie ist sporadisch in Betrieb und kann besichtigt werden; Betreiber ist der Mühlen- und Verkehrsverein Gerritzens Mühle e. V.

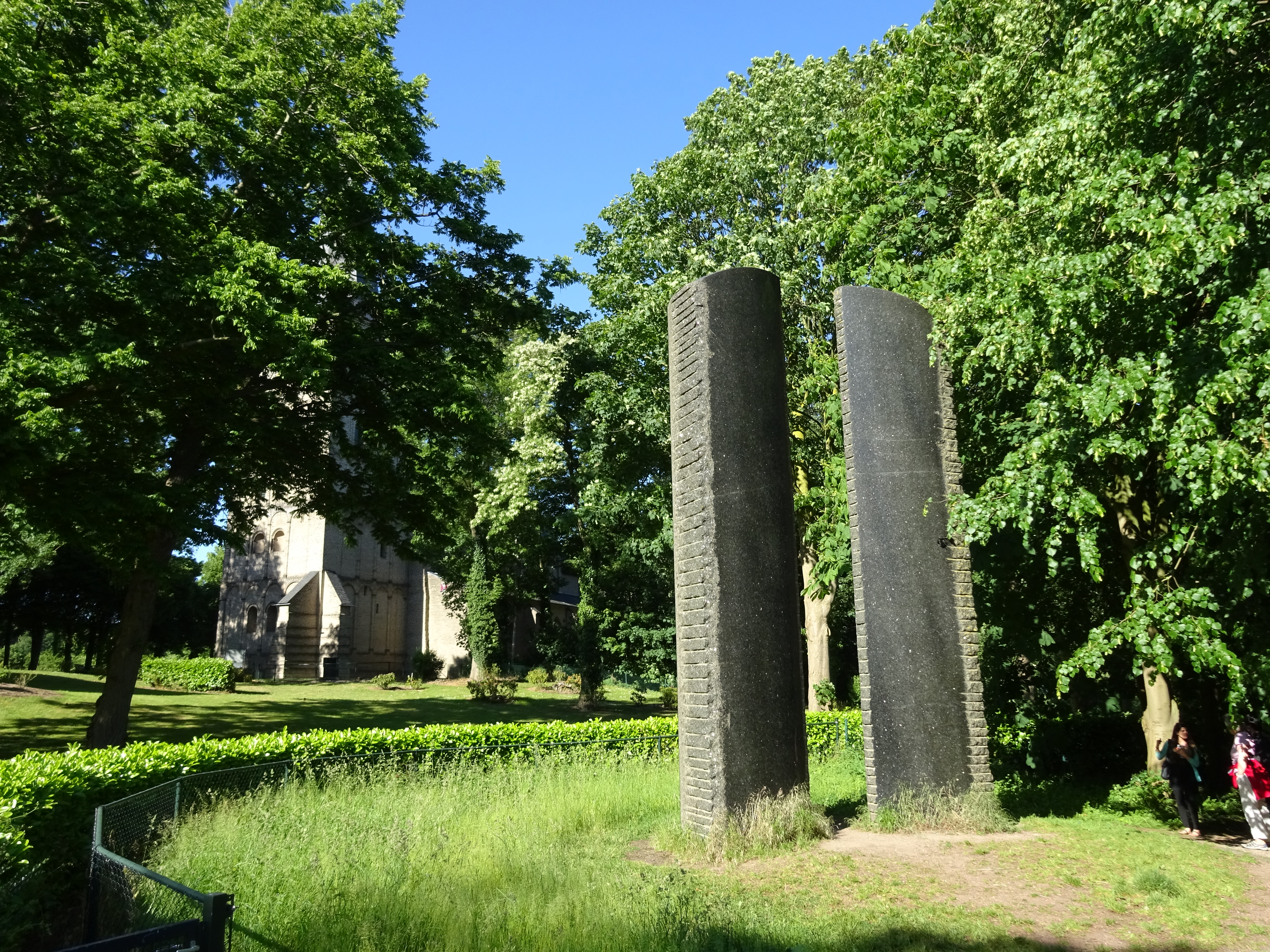
Skulptur Steintor

Das Steintor und der Stuhl der Fürstäbtissin sind zwei Granitskulpturen, die vom Steinbildhauer Christoph Wilmsen-Wigmann aus Kalkar im Rahmen des Kunstprojekts Skulpturenachse Hochelten – Kleve geschaffen wurden. Der Stuhl der Fürstäbtissin wurde nach einem Entwurf von Franz Joseph van der Grinten gefertigt.

## Freizeit und Sport
Elten hält viele Freizeiteinrichtungen bereit, so z. B. eine Kleinschwimmhalle, einen Modellflugplatz, Nordic-Walking-Strecken, einen Barfußpfad, sowie Anlagen für den Reitsport, einen Sportplatz und Tennisanlagen.

## Persönlichkeiten
- Johannes Bours (1913–1988), römisch-katholischer Theologe und Schriftsteller
- Hermann-Josef Gerritschen (* 1956), Sänger und Gitarrist bei 6-Zylinder
- Robin Gosens (* 1994), Fußballspieler